# Mathias Rust (skådespelare)
Mathias Andrés Rust, född 24 mars 1982 i Trollhättans församling, Älvsborgs län, är en svensk tidigare skådespelare som bland annat medverkat i filmen Fucking Åmål där han spelar Johan. Han är sångare i bandet Mathias Rust & 0520. Efter skådespelarkarriären utbildade han sig till flygvärd.

## Filmografi
- 1998 – Fucking Åmål - Johan Hult
- 2003 – Hannah med H - mobiltelefonkillen